# Jim Hudson
(en) Statistiques sur pro-football-reference
James Clark Hudson, né le 31 mars 1943 à Steubenville et mort le 25 juin 2013 à Austin, est un joueur américain de football américain.

## Biographe

### Enfance
Hudson étudie à La Feria High School de La Feria avant d'intégrer l'université du Texas en 1961.

### Carrière

#### Université
En 1962, le joueur intègre l'équipe de football américain des Longhorns et évolue à plusieurs postes sur le terrain comme quarterback, wide receiver, running back, punt returner et divers rôles au sein de la défense. Les texans remportent le championnat universitaire national en 1963 et Hudson réalise six tacles face aux Midshipmen de la Navy dans une victoire 28 à 6. Lors de l'Orange Bowl 1964, Hudson envoie une passe pour touchdown de soixante-neuf yards pour George Sauer, Jr., contribuant au succès des siens. L'étudiant est intronisé plus tard au temple de la renommée des Longhorns du Texas.

#### Professionnel
Jim Hudson n'est sélectionné par aucune équipe lors de la draft 1965 de la NFL ou encore sur celle de l'American Football League. Cependant, il signe avec les Jets de New York juste après une évaluation positive des recruteurs des Jets ayant assisté à l'Orange Bowl. Pendant six saisons, Hudson évolue avant-tout dans la défense de New York, postant quatre-vingt-cinq tacles et cinq interceptions lors de l'année 1968 et jouant un grand rôle lors du Super Bowl III, interceptant une passe d'Earl Morrall pour assurer la victoire des Jets.
Néanmoins, après ce trophée, le temps de jeu d'Hudson baisse du fait de blessures aux genoux. Hudson subit trois interventions chirurgicales sur ses genoux et prend sa retraite en 1970.
Le 25 juin 2013, Jim Hudson décède à l'âge de 70 ans, victime d'un encéphalopathie traumatique chronique.